# Martín Satriano
Martín Adrián Satriano Costa (Montevideo, 20 de febrero de 2001) es un futbolista uruguayo que juega en la demarcación de delantero para el R. C. Lens de la Ligue 1 de Francia.

## Trayectoria
Tras empezar a formarse como futbolista en las categorías inferiores del Club Nacional de Football y del Inter de Milán, en la temporada 2020-21 llegó a ser convocado en tres ocasiones para partidos de la Serie A, aunque no llegase a debutar. Finalmente en 2021 subió al primer equipo y debutó el 21 de agosto en un partido de la Serie A contra el Genoa C. F. C. Esa misma campaña la acabó jugando en el Stade Brestois 29, club al que llegó cedido en enero de 2022. Con este equipo marcó sus primeros dos goles el 13 de febrero coincidiendo con su primera titularidad en la Ligue 1.
El 4 de julio de 2022 el Empoli F. C. anunció su llegada como cedido. Un año después volvió a ser prestado y regresó a Brest. En esta segunda etapa ayudó al club a clasificarse para la Liga de Campeones de la UEFA y en agosto de 2024 acumuló otra cesión en el R. C. Lens.

## Selección nacional
El 27 de septiembre de 2022 realizó su debut en la selección mayor en un amistoso frente a Canadá.

### Participaciones con la selección absoluta
| Partidos | Partidos | Partidos  | Partidos                 | Partidos                 | Partidos    | Partidos | Partidos             | Partidos     | Partidos |
| N.º      | Rival    | Resultado | Fecha                    | Lugar                    | Competencia | Goles    | Cambio               | DT           | Ref.     |
| -------- | -------- | --------- | ------------------------ | ------------------------ | ----------- | -------- | -------------------- | ------------ | -------- |
| 1        | Canadá   | 2:0       | 27 de septiembre de 2022 | Bratislava, · Eslovaquia | Amistoso    | -        | 60' por Darwin Núñez | Diego Alonso |          |

## Estadísticas

### Clubes
Actualizado al último partido disputado el 6 de enero de 2024.
| Club                  | Div.          | Temporada     | Liga  | Liga  | Liga   | Copas nacionales | Copas nacionales | Copas nacionales | Copas internacionales | Copas internacionales | Copas internacionales | Total | Total | Total  |
| Club                  | Div.          | Temporada     | Part. | Goles | Asist. | Part.            | Goles            | Asist.           | Part.                 | Goles                 | Asist.                | Part. | Goles | Asist. |
| --------------------- | ------------- | ------------- | ----- | ----- | ------ | ---------------- | ---------------- | ---------------- | --------------------- | --------------------- | --------------------- | ----- | ----- | ------ |
| Inter · Italia        | 1.ª           | 2021-22       | 4     | 0     | 0      | 0                | 0                | 0                | 0                     | 0                     | 0                     | 4     | 0     | 0      |
| Inter · Italia        | Total club    | Total club    | 4     | 0     | 0      | 0                | 0                | 0                | 0                     | 0                     | 0                     | 4     | 0     | 0      |
| Stade Francia         | 1.ª           | 2021-22       | 15    | 4     | 0      | 1                | 0                | 0                | —                     | —                     | —                     | 16    | 4     | 0      |
| Stade Francia         | 1.ª           | 2023-24       | 17    | 1     | 1      | 1                | 1                | 0                | —                     | —                     | —                     | 18    | 2     | 1      |
| Stade Francia         | Total club    | Total club    | 32    | 5     | 1      | 2                | 1                | 0                | 0                     | 0                     | 0                     | 34    | 6     | 1      |
| Empoli F. C. · Italia | 1.ª           | 2022-23       | 31    | 2     | 1      | 1                | 0                | 0                | 0                     | 0                     | 0                     | 32    | 2     | 1      |
| Empoli F. C. · Italia | Total club    | Total club    | 31    | 2     | 1      | 1                | 0                | 0                | 0                     | 0                     | 0                     | 32    | 2     | 1      |
| Total carrera         | Total carrera | Total carrera | 67    | 7     | 2      | 3                | 1                | 0                | 0                     | 0                     | 0                     | 70    | 8     | 2      |

## Palmarés

### Campeonatos nacionales
| Título  | Club           | País   | Año  |
| ------- | -------------- | ------ | ---- |
| Serie A | Inter de Milán | Italia | 2021 |